# 田村隆寿
田村 隆寿（たむら たかとし、1952年6月3日 - ）は、日本の高校野球指導者。1971年の第53回全国高等学校野球選手権大会準優勝投手。安積商業高校、磐城高校、聖光学院高校野球部元監督。

## 来歴
1952年、福島県に生まれた田村は、湯本第二中時代は投手として活躍。県大会で3位に輝いた。中学卒業後に1年浪人し、1969年に磐城高に入学。
入学当初は内野手であったが捕手に転向し、1970年には夏の甲子園に5番打者として出場した。1回戦で、準優勝したPL学園高に1-2とサヨナラ負けしたが、自身は2安打と奮闘した。秋になり新チーム結成後も捕手であったが、秋季大会でエースが打ち込まれたことを受け、田村が投手に転向することになった。転向後、翌年春までは勝つことも出来なかったが、シュートとシンカーを習得し、夏はエース、4番打者として2年連続で夏の甲子園に出場することになった。この大会では2回戦から登場し、まず保坂英二投手を擁し優勝候補と目された日大一高と対戦。三塁を踏ませず1-0で4安打完封すると、準々決勝では静岡学園高を5安打完封3-0で下す。準決勝は郡山高に8安打を許すが、要所を抑え4－0で完封した。27イニング連続無失点で迎えた決勝の桐蔭学園高との試合は、相手エース大塚喜代美との投手戦となる。両チーム0-0から7回裏に34イニング目の初失点を喫し、結局甲子園唯一の失点が決勝点となり敗れたが「小さな大投手」と呼ばれた。直後の高校日本選抜ハワイ遠征に水谷啓昭、梨田昌孝らとともに参加する。同年秋の和歌山黒潮国体でも準々決勝で夏の甲子園決勝で敗れた桐蔭学園に勝ち準決勝に進むが、岡山東商に9回逆転負け。この試合では本塁打を放った。
高校卒業後は、日本大学に進学し準硬式でプレー。大学卒業後は、郡山市に本拠地を置く社会人野球のヨークベニマルに入社した。
現役引退後、1977年に安積商業高の野球部監督に就任。1979年の第61回全国高等学校野球選手権大会、1982年の第64回全国高等学校野球選手権大会に、同校を出場させたが、ともに初戦敗退を喫した。
その後常磐興産社員となり、1983年に、母校である磐城高の野球部監督に就任。1985年の第67回全国高等学校野球選手権大会に出場したが、またしても初戦敗退を喫した。1987年4月に退任した。
1988年11月に、聖光学院高の嘱託職員として5年契約し同校野球部の監督に就任。1991年秋に、同校を初めて県大会優勝に導き、秋季東北大会に進出した。だが、初戦の準々決勝で優勝した仙台育英高に延長15回1-2でサヨナラ負けを喫した。同年12月に入り、健康上の理由から監督退任を申し入れ、12月25日に受理された。